# Roatán
Roatán (historisch auch Ruatan, Ruattan, Roatan, Rattan, Ratan) ist eine Insel der Islas de la Bahía in der Karibik. Sie liegt etwa 65 km nördlich vor der Küste von Honduras. Im Osten liegt die Nachbarinsel Guanaja, im Südwesten Útila.

## Geographie
Roatán ist mit 125 km² Fläche die größte der Islas de la Bahía – sie ist langgestreckt, 60 km lang und 8 km breit. Ein von tropischer Vegetation bedeckter Bergrücken prägt die Insel. Es gibt vereinzelt Sandstrände, rund um die Insel liegen Korallenriffe. Östlich schließen sich einige kleine Inseln, sogenannte Cays, an: Morat, Barbaretta, Pigeon Cay und Barefoot Cay. Insgesamt ist die Insel trocken und wenig fruchtbar, Sandböden herrschen vor. Die Insel liegt in der Nähe des Belize Barrier Reefs, eines der größten Korallenriffe der nördlichen Hemisphäre. Taucher schätzen die Korallenvielfalt rund um Roatán. Das kristallklare warme Wasser und spektakuläre farbige Wände, kleine Canyons und Höhlen ergänzen das Taucherlebnis.
Die Hauptstadt der Insel ist Coxen Hole. Weitere Städte sind French Harbour, West End und Oak Ridge.

## Wirtschaft und Verkehr
Im späten 17. und 18. Jahrhundert schlugen Holzfäller die Farbhölzer der Insel ein und exportierten sie nach Europa. Der Handel mit Farbholz brach jedoch um 1760 zusammen.
Bis Mitte des 19. Jahrhunderts war die Wirtschaft vor allem auf Selbstversorgung ausgelegt. Der Export von Bananen in die USA wurde zunehmend wichtiger, aber ein Wirbelsturm im Jahr 1877 führte dazu, dass der Anbau danach vor allem auf den honduranischen Festland stattfand. Seit Mitte der 1950er Jahre wurde eine Fischerei-Industrie (Krebse und Krabben) aufgebaut, hauptsächlich aus Einkünften als Gastarbeiter in anderen mittelamerikanischen Staaten oder den USA. Auch heute noch ist dies eine wichtige Einkommensquelle, doch sind die Bestände durch Überfischung bedroht.
Ende der 1960er Jahre wurden die ersten Tauchschulen eingerichtet. Massentourismus wurde möglich, als der Flughafen der Insel 1988 für internationale Flüge ausgebaut wurde. Danach entstanden Luxushotels und teure Ferienwohnungen für US-Amerikaner. In Coxen Hole und Dixon Cove entstanden Piere für Kreuzfahrtschiffe, 2009 wurde ein Luxus-Golfhotel eröffnet.

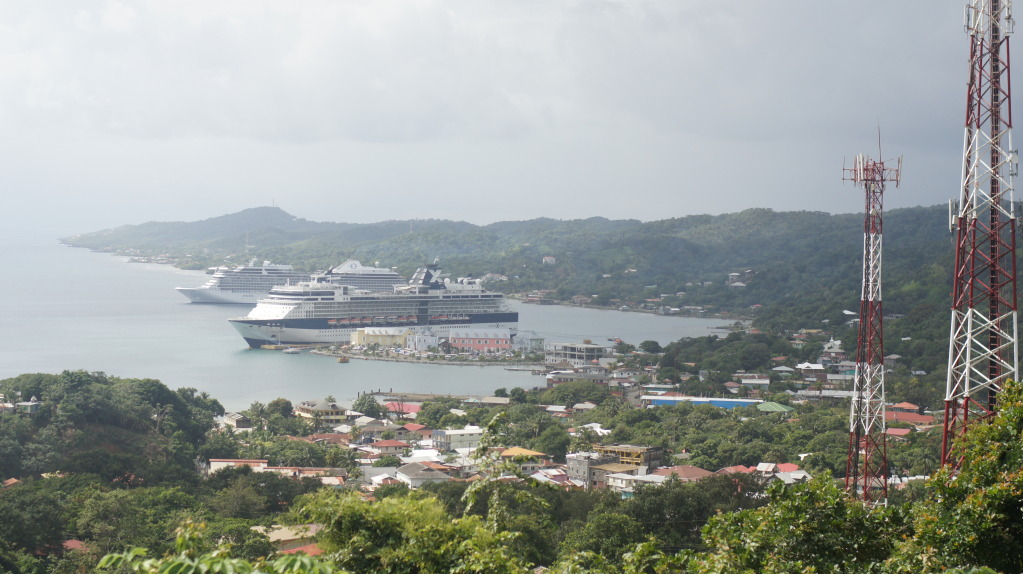
Kreuzfahrtschiffe in Coxen Hole, 2011

Die wichtigste Einnahmequelle heute ist der Tourismus – 2006 kamen 250.000 Touristen auf die Insel.
Der Flughafen Roatán wird vom honduranischen Festland und von internationalen Flughäfen angeflogen. Viele Charter-Flüge zum Flughafen Roatán starten in den USA oder Kanada und dienen touristischen Zwecken. Roatan ist auch Durchgangsstation für Besucher der Islas de la Bahía/Bay-Islands. Zusätzlich wird die Insel von Kreuzfahrtschiffen angelaufen. Die überwiegende Mehrzahl der Touristen sind US-Amerikaner. Nach den Zerstörungen durch den Hurrikan Mitch bekam der Tourismus in der Küstenregion eine existentielle Bedeutung für ganz Honduras. Einheimische beklagen inzwischen den Einfluss des Massentourismus auf die lokale Kultur.
Die Insel zeichnet sich durch hohe Preise aus. Die Infrastruktur ist außerhalb der Touristenzentren kaum entwickelt. Umweltverschmutzung und zunehmende soziale Ungleichheit und soziale Spannungen zwischen Ladinos und Kreolen werden immer mehr zum Problem.

### Charter City Próspera
2013 wurde in einem Gesetz die Grundlage für einen großen Versuch gelegt: Auf 23 Hektar soll eine autonome Investoren-Enklave, kurz „ZEDE“ genannt, entstehen. Der offizielle Name ist Próspera – Wohlstand. Das Konzept sogenannter Charter Cities geht auf Paul Romer zurück. Hier sollen Unternehmen die Gesetze festlegen können und nur geringe Steuern gelten. Die – zukünftige – Stadt selbst heißt St. John’s Bay.
2022 wurde bekannt, dass Honduras das Projekt beenden möchte.

## Geschichte
Archäologischen Untersuchungen zufolge waren die Inseln seit mindestens 600 n. Chr. besiedelt. Funde bestehen aus Keramik und Steinwerkzeugen, die teilweise Kontakte zum Festland belegen.
Las Casas beschreibt Guanaja, wo Kolumbus 1502 an Land ging, und deren Nachbarinseln als gut bevölkert. Die einheimische Bevölkerung der Insel bestand vermutlich aus Paya. Sie wurden teilweise als Sklaven nach Kuba verschleppt. Die Inseln wurden spanische Kolonien und wurden von Trujillo aus verwaltet.
Der Plantagenbesitzer William Claiborne aus Virginia versuchte 1638 am Ostende der Insel eine Kolonie zu gründen, mit einer Charta der Providence Company der Puritaner. Er nannte die Insel zu Ehren von Henry Rich, Graf von Holland, Rich Island. Die Lage der Siedlung ist unbekannt, William Davidson nimmt an, dass sie am Ostende der Insel nördlich von Old Port Royal in der Nähe einer Paya-Siedlung namens Roata lag. Die Spanier vertrieben die Puritaner 1642, durch den Englischen Bürgerkrieg waren sie nicht mehr effektiv von der Regierung geschützt, Rich wurde 1649 als Royalist hingerichtet. Ein paar Holzfäller („Logger“ oder Baymen), die Farbhölzer einschlugen und exportierten, blieben zurück. Sie und einige überlebende Einheimische wurden aber um 1650 von den Spaniern ebenfalls von der Insel entfernt und in Guatemala zwangsangesiedelt. Nach 1650 werden keine Einheimischen mehr erwähnt.
Nach 1650 diente die Insel vor allem Piraten als Basis. Henry Morgan und John Morris nahmen 1664 auf Roatan Proviant für die Plünderung von Granada auf. Als Kapitän Nathaniel Uring die Insel 1719 besuchte, traf er nur englische Farbholz- oder Mahagoni-Fäller an, die seit Mitte des 17. Jahrhunderts in Port Royal im Südosten der Insel arbeiteten. 1723 bis 1724 verbrachte der Fischer Philip Ashton (1702–1746) aus Marblehead in Nova Scotia über ein Jahr auf der seines Wissens menschenleeren Insel, nachdem er von einem Schiff des Piraten Edward Low entkommen war. Der Geistliche John Barnard veröffentlichte 1725 einen Bericht über dessen Erlebnisse. Das Schiff des britische Kapitän Richard Hawkins wurde 1724 durch den Piraten Francis Spriggs aufgebracht und ersterer zusammen mit acht anderen Männern ebenfalls auf Roatán ausgesetzt. Hawkins und seine Kameraden aber bald von englischen Holzfällern von den Cays bei Guanaja gerettet und erreichten schließlich Jamaika.
Ab August 1742 befestigten die Briten den Hafen von New Port Royal auf Roatan und verlegten 460 Soldaten aus Jamaica mit ihren Familien hierher. Ihnen schlossen sich Siedler von St. Kitts, Jamaica Belize und der Moskitoküste in Hondoras sowie Miskito aus Black River an. Letztere kamen auf Grund einer Allianz zwischen Georg II. und dem Miskito-König Edward („Treaty of Friendship and Alliance“). Die Siedler legten zwei Befestigungen an, Fort George auf George's Island im Osten des Hafens, und Fort Frederick auf der Westseite. Die Siedlung Augusta bestand von 1742 bis 1748. Briefe von Hauptmann Robert Hodgson an den Gouverneur Edward Trelawny von Jamaika (ca. 1699 – 1754) erläutern die strategisch günstige Lage der Siedlung. Sie lag auf einem Hügelzug oberhalb des Hafens und war ca. 5000 m2 groß. Siedlung und Garnison wurden von Jamaika aus verwaltet. Nach Anordnung des Kronrats, der für britische Kolonien zuständig war, sollte jeder Siedler Proviant für ein Jahr erhalten. Im Juni 1744 wurde Augusta zum Freihafen erklärt, um weitere Siedler anzulocken. Zwischen 2009 und 2012 führte das Honduranische Institut für Anthropologie und Geschichte hier Ausgrabungen durcht.
Nach dem Frieden von Aachen 1748 räumten die Briten die Insel, und sie wurde wieder von den Spaniern besetzt, die in Port Royal eine Garnison unterhielten.
Die spanische Garnison wurde am 12. April 1797 durch die Briten vertrieben, die die nach dem zweiten Karibenkrieg kriegsgefangenen Garifuna von der Karibikinsel St. Vincent zwangsansiedeln wollten. 2026 Kariben (664 Männer, 1362 Frauen und Kinder) wurden aus einem Lager auf Insel Baliceaux nach Roatán deportiert. Auch ihre ehemaligen Anführer Du Vallée, Chatoyer der jüngere und Durant waren unter den Gefangenen. Eines der englischen Schiffe, die Prince William Henry wurde von den Spaniern bei Guanaja aufgebracht, aber später von den Engländern am 27. April 1797 in Trujillo zurückerobert. Auf dem Weg nach Roatán Captain sichtete Kapitän John Barrett auf der Experiment feindliche Schiffe und befahl der Flotte, nach Nova Scotia zu fahren. Die Prince William Henry wurde ohne Besatzung zurückgelassen, das Schicksal der Kariben an Bord ist unbekannt, vermutlich ertranken sie. Die Briten überließen den Kariben einige Nutztiere (50 Schweine, 30 Ziegen und Geflügel), Mehl, Schiffszwieback, Salzfisch, Hafermehl und Rum. Mais, Sorghum, Straucherbse, Süßkartoffeln, Jams, Okra, Paprika und Kassavapflanzen sollten die Grundlage des Anbaus bilden. Die Deportierten sollten sich auf der weitgehend unbewohnten und nicht sehr fruchtbaren Insel durch Hackbau und Fischfang ernähren. Die Kassavapflanzen waren aber durch den Transport beschädigt, und der Befehlshaber auf der Insel, Oberst John Wilson, befand die Ausstattung insgesamt als sehr unzureichend. Er segelte zurück, um mehr Ausrüstung zu beschafften. Der spanische Offizier José Rossi y Rubí aus Trujillo hatte die Insel mit einer kleinen Abordnung, darunter auch freie Schwarze von St. Domingo, die an der Verteidigung von Trujillo teilgenommen hatten, besucht, und die Kariben ergaben sich am 17. Mai. Mit spanischer Hilfe siedelten sie auf das honduranische Festland über. Als Wilson am 16. Oktober mit der Calypso  eintraf, lebten nur noch 206 Kariben auf Roatán. Ob die heutigen Garifuna Nachkommen dieser Menschen sind oder ihre Vorfahren später vom Festland einwanderten, ist unklar. Die heutigen Garifuna auf Roatán lehnen die These einer Re-Migration entschieden ab, sie sehen sich als die ersten und ursprünglichen Bewohner der Insel.
Ab 1830 ließen sich weiße Plantagenbesitzer von den Kaiman-Inseln auf Rotoan nieder. Mit dem Ende der Sklaverei 1834 siedelten sich ab 1838 zahlreiche ehemalige Sklaven von den Kaiman-Inseln auf Rotoán an. Der Status der Bay-Islands war unklar, die Colonial Office führte sie ab 1852 als Kolonie, nicht dagegen das Britische Außenministerium. Die USA behaupteten, dass die Briten den Clayton-Bulwer-Vertrag von 1850 gebrochen hatten, wonach keine Nation neue Gebiete in Mittelamerika besetzen, befestigen oder kolonisieren durfte. Im Rahmen des Wyke-Cruz-Vertrages von 1859 wurden die Inseln sowie die Moskitoküste an Honduras übergeben, während Belize als britischer Besitz bestätigt wurde. 1861 zogen die britischen Truppen ab, 1872 wurden die Islas de la Bahía ein Verwaltungsbezirk (Departimento) von Honduras. Englisch blieb jedoch weiterhin die vorherrschende Sprache. Bis zu den Verheerungen durch einen Wirbelsturm im Jahr 1877 waren die Bay-Islands ein Zentrum der Bananenproduktion, diese wurden in die USA exportiert. Erst 1917 wurde in den Volksschulen der Insel der Spanisch-Unterricht eingeführt. Unter Präsident Carías (1932–49) wurden viele englische Schulen geschlossen und in den 1950er Jahren wurden alle englischen Privatschulen abgeschafft. Bis Mitte der 1960er Jahre sprachen jedoch nur wenige Inselbewohner Spanisch.
1998 wurde die Insel, wie auch weite Teile von Honduras durch den Hurrikan Mitch stark in Mitleidenschaft gezogen.

## Bevölkerung
Die Insel hat ungefähr 30.000 Einwohner. In der Volkszählung von 2001 hatte die Insel 25.038 Einwohner. Diese Zahl gilt als zu niedrig. Im September 2004 errechnete das Magazin Bay Islands auf Grund des Stromverbrauchs eine Bevölkerungszahl von 65.000. 2015 schätzte Graham die Bevölkerungszahl auf 90.000.
Seit 1980 steigt die Zahl der Bewohner stark an, vor allem durch Zuwanderung von spanischsprachigen Arbeitern vom Festland (ladinos).
Die Bevölkerung besteht neben Garifuna aus Nachfahren der seit 1838 eingewanderten englischsprachigen Kreolen von den Kaimaninseln sowie aus Belize and Jamaica (negros ingleses). Sie werden gewöhnlich in schwarze und weiße Kreolen unterteilt, die Spanier nennen sie abfällig Caracol (Schnecken). Nach der Volkszählung von 2001 gehörten dieser Gruppe 6.871 Menschen an, eine Zahl, die Graham für viel zu niedrig hält, er geht von 20.000 aus. Die Kreolen sprechen Englisch bzw. einen karibischen Dialekt als Muttersprache. Gastarbeiter aus Honduras sprechen dagegen spanisch. Insgesamt spricht gehört ca. ein Viertel der Inselbevölkerung zu den Kreolen.
1970 bildeten die Garifuna ca. 4 % und die Einwanderer vom Festland ca. 7 % der Bevölkerung. Die Garifuna sprechen Garifuna, eine Arawak-Sprache, die älteren außerdem meist karibisches Englisch, verstehen aber auch US-amerikanisches Englisch, die jüngeren spanisch. Die Garifuna leben heute vor allem in der langgestreckten Küstenstadt Punta Gorda, die keine asphaltierte Straße besitzt in Wellblechhütten. Sie bezeichnen sich als die ersten Bewohner der Insel. Sie sehen auf die schwarzen Kreolen herab, welche die Nachkommen von Sklaven seien und betrachten die Spanisch sprechenden Einwanderer vom Festland als Gefahr.

## Tierwelt
Das Roatán-Aguti ist auf der Insel endemisch. Es gilt als bedroht. Die Roatan-Gelbnackenamazone Amazona auropalliata caribaea kommt dagegen auch auf anderen Bay-Islands vor, wie auch der Kugelfingergecko Sphaerodactylus rosaurae. Die Unterart des Karibikspechts Melanerpes santacruzi canescens kommt nur auf Roatán und Barbareta vor.
In den Riffen der Insel können große Barsche, Muränen, Schildkröten, Rochen regelmäßig beobachtet werden, und in den Frühlingsmonaten hin und wieder ein Walhai.